# Tavia nycterina
Tavia nycterina là một loài bướm đêm trong họ Noctuidae.